# Jacob Dudman
Jacob Stanley Dudman, né le 22 août 1997 à Ripon, Yorkshire du Nord, est un acteur britannique.

## Biographie
Dudman est né le 22 août 1997 à Ripon, Yorkshire du Nord. Il a étudié la production cinématographique au London College of Communication.

## Filmographie

### Cinéma
- 2023 : The Last Kingdom : Sept rois doivent mourir (The Last Kingdom: Seven Kings Must Die) d'Edward Bazalgette : Osbert[4]

### Télévision
- 2018–2021 : The A List : Dev[5],[6]
- 2019 : Les Médicis : Maîtres de Florence (I Medici) : Giulio de' Medici[7],[8]
- 2020 : Intimidation (The Stranger) : Thomas Price[9]
- 2021–2022 : Destin : La Saga Winx (Fate: The Winx Saga) : Sam Harvey[10]
- 2022 : Primal : Charles, Stevens (voix)
- 2023 : Unicorn: Warriors Eternal (en) : Eldred (incarnation antérieure) (voix)